# 大橋浩司
大橋 浩司（おおはし ひろし、1959年10月27日 - ）は、日本のサッカー指導者。三重県伊賀市出身。

## 来歴
父親の影響で中学生のときにサッカーを始める。三重県立名張桔梗丘高等学校、大阪体育大学を卒業後、故郷の三重県にて1982年から2000年まで公立中学校の教員としてサッカーの指導に携わる。1999年に現役の中学教師として初めてJFA公認S級コーチライセンスを取得。2001年より日本サッカー協会の専属指導者となる。
2004年、シンガポールSリーグに参加するアルビレックス新潟・シンガポールの初代監督に就任。同年11月、日本女子代表（なでしこジャパン）の監督に就任し、在任中に2006年アジア大会で準優勝、北京オリンピックの本大会出場権獲得、2007 FIFA女子ワールドカップに出場といった実績を残す。契約満了にともない2007年限りで退任。
2009年、大宮アルディージャのヘッドコーチに就任、2010年シーズン限りで契約満了により退任。浦和レッズにて2012年にユース、2013年から2016年までジュニアユースの監督を務めた。
2024年より、FC岐阜のアカデミーヘッドオブコーチング兼U-15コーチを務め、同年9月20日、トップチームのヘッドコーチに就任した。

## 学歴
- 1975年 - 1977年  三重県立名張桔梗丘高等学校
- 1978年 - 1981年  大阪体育大学

## 指導歴
- 1982年 - 1984年  上野市立大成中学校サッカー部 監督
- 1985年 - 1992年  四日市市立南中学校サッカー部 監督
- 1992年 - 1998年  四日市市立羽津中学校サッカー部 監督
- 1998年 - 2000年  川越町立川越中学校サッカー部 監督
- 1985年 - 1994年  三重県トレセンU-14 監督・コーチ
- 1995年 - 1998年  東海トレセンU-14 監督・コーチ
- 1999年 - 2000年  JFA指導者養成インストラクター
- 2001年 - 2002年  JFAナショナルトレセンコーチ（関西担当）、U-12日本選抜 監督、U-14・U-15日本選抜 コーチ
- 2002年  知的障害者によるINAS-FIDサッカー世界選手権大会日本代表監督、アジア競技大会日本女子代表コーチ
- 2003年 - 2004年  JFAナショナルトレセンコーチ（東海担当）
- 2004年2月 - 同年10月  アルビレックス新潟・シンガポール 監督
- 2004年11月 - 2007年  日本女子代表 監督
- 2008年  JFA指導者養成インストラクター
- 2009年 - 2010年  大宮アルディージャ ヘッドコーチ
- 2012年 - 2016年  浦和レッドダイヤモンズ
  - 2012年 ユース監督
  - 2013年 - 2016年 ジュニアユース 監督
- 2017年 -  JFAナショナルトレセンコーチ 四国地域統括ユースダイレクター[11]
- 2021年 - 2023年 日本サッカー協会 技術委員会副委員長 (JFAアカデミーダイレクター、JFAコーチ)
- 2024年 -  FC岐阜
  - 2024年 - 同年9月 ヘッドオブコーチング兼U-15コーチ
  - 2024年9月 - トップチーム ヘッドコーチ